# Necrophagist
A Necrophagist egy német death metal zenekar. Első demójukat 1992-ben adták ki. Az első lemez, az Onset of Putrefaction a Willowtip Records gondozásában jelent meg 1999-ben. A lemez anyagát egyedül írta meg Muhammed dobgép segítségével, aki a zenekar vezéregyénisége. A folytatás Epitaph címmel jelent meg 2003-ban a Relapse Records kiadó gondozásában, új tagokkal. A turné során a Bolt Thrower előzenekaraként turnéztak, melynek során Budapesten is felléptek. A Necrophagist zenéje a tagok technikás hangszerkezelésének köszönhetően rendkívül összetett, komplex, de a brutalitás megtartása mellett. A mai technikás death metal mezőny képviselői, ennek ellenére legtöbb kortársukra nagy hatást gyakoroltak: The Black Dahlia Murder, Brain Drill, The Faceless, Beneath the Massacre.
A zenekar hosszú élete ellenére is csak két lemezt adott ki, aminek hátterében a folyamatos tagcserék állnak. Biztos pont Muhammed Suicmez a török származású, de Németországban felnőtt énekes/gitáros, a Necrophagist dalszerzője.
2010-ben a Necrophagist feloszlott. Muhammed Suicmez 2021-ben bejelentette, hogy 2021-ben új albumot jelentet meg az együttes.

## Diszkográfia
- Requiems of Festered Gore (demó, 1992)
- Necrophagist (demó, 1995)
- Onset of Putrefaction (1999)
- Epitaph (2004)
- The Path to Naught (2021)[1]